# Chiesa di San Giacomo (Bivona)
La chiesa di San Giacomo Maggiore (o chiesa dei Cappuccini) è una chiesa di Bivona, comune italiano della provincia di Agrigento in Sicilia, risalente al XVI secolo. Si trova in via Cappuccini, nella parte settentrionale del centro abitato.

## Storia
La chiesa era originariamente una cappella rurale, dedicata ai santi Filippo e Giacomo, che venne ceduta nel 1552 ai Cappuccini per l'erezione di un convento dal duca Pietro de Luna e in tale occasione fu dedicata a san Giacomo maggiore. La chiesa venne ingrandita e arricchita di arredi sacri nel 1772. Tra il 1824 e il 1882 fu utilizzata come luogo di sepoltura ed è stata restaurata nel 1988.

## Descrizione
La chiesa, a navata unica e con una sola cappella laterale sulla parete destra, è dotata di sagrestia e di un campanile.
L'altare maggiore è sovrastato da una grande tela cinquecentesca della Madonna degli Angeli con i santi Filippo e Giacomo, Francesco e Cristina, attribuita al pittore fiammingo Ettore Cruzer ed è dotato di un tabernacolo ligneo settecentesco.
All'interno ospita inoltre una tela datata intorno al 1630 e attribuita allo "Zoppo di Gangi" Giuseppe Salerno (Immacolata con i santi Antonio da Padova, Carlo Borromeo, Chiara e Lucia), un Crocifisso ligneo policromo settecentesco, molte lapidi funerarie e il monumento funebre del marchese Ignazio Maria Greco, opera dello scultore palermitano Filippo Pennino del 1763..
Dalla chiesa di San Giacomo proviene il trittico di fattura fiamminga di cui rimangono solamente i due sportelli raffiguranti san Rocco e santa Caterina d'Alessandria: attribuito al Maestro della Leggenda di santa Lucia, è conservato a Palermo presso il locale convento dei cappuccini.